# 龍門居
22°23′06″N 113°58′00″E / 22.3851°N 113.9666°E
龍門居（英語：Lung Mun Oasis）是香港的一個私人參建居屋屋苑，位於新界屯門區西南部散石灣填海地，由新昌集團及華潤集團的聯營公司「Rife Yard Limited」發展，屬於居者有其屋計劃的一部份。該屋苑於第19期甲之居者有其屋計劃中出售。屋苑於1998年落成，屋苑由周氏建築師事務所有限公司（周念申建築師）設計，一共由16座樓宇組成，提供3,800個單位以及400個車位。首次推出售價為港幣608,700元至1,208,400元。

## 屋苑資料

### 樓宇
| 樓宇名稱 | 樓宇類型                            | 落成年份 | 樓宇層數 （住宅層數） | 每層伙數 | 每座單位數目（伙） | 建築師                                    | 承建商   | 提供升降機的廠商 |
| -------- | ----------------------------------- | -------- | --------------------- | -------- | ------------------ | ----------------------------------------- | -------- | ---------------- |
| 第1座    | 私人機構參建居屋計劃 （不規則設計） | 1998年   | 26                    | 6        | 156                | 周氏建築師事務所有限公司 （周念申建築師） | （待補） | 三菱             |
| 第2座    | 私人機構參建居屋計劃 （不規則設計） | 1998年   | 26                    | 6        | 156                | 周氏建築師事務所有限公司 （周念申建築師） | （待補） | 三菱             |
| *第3座   | 私人機構參建居屋計劃 （不規則設計） | 1998年   | 26                    | 6        | 156                | 周氏建築師事務所有限公司 （周念申建築師） | （待補） | 三菱             |
| *第4座   | 私人機構參建居屋計劃 （不規則設計） | 1998年   | 26                    | 6        | 156                | 周氏建築師事務所有限公司 （周念申建築師） | （待補） | 三菱             |
| 第5座    | 私人機構參建居屋計劃 （不規則設計） | 1998年   | 26                    | 4        | 104                | 周氏建築師事務所有限公司 （周念申建築師） | （待補） | 三菱             |
| 第6座    | 私人機構參建居屋計劃 （不規則設計） | 1998年   | 26                    | 6        | 156                | 周氏建築師事務所有限公司 （周念申建築師） | （待補） | 三菱             |
| *第7座   | 私人機構參建居屋計劃 （不規則設計） | 1998年   | 26                    | 6        | 156                | 周氏建築師事務所有限公司 （周念申建築師） | （待補） | 三菱             |
| 第8座    | 私人機構參建居屋計劃 （十字井型）   | 1998年   | 30                    | 10       | 300                | 周氏建築師事務所有限公司 （周念申建築師） | （待補） | 三菱             |
| 第9座    | 私人機構參建居屋計劃 （十字井型）   | 1998年   | 30                    | 10       | 300                | 周氏建築師事務所有限公司 （周念申建築師） | （待補） | 三菱             |
| 第10座   | 私人機構參建居屋計劃 （十字井型）   | 1998年   | 30                    | 10       | 300                | 周氏建築師事務所有限公司 （周念申建築師） | （待補） | 三菱             |
| *第11座  | 私人機構參建居屋計劃 （十字井型）   | 1998年   | 32                    | 10       | 320                | 周氏建築師事務所有限公司 （周念申建築師） | （待補） | 三菱             |
| *第12座  | 私人機構參建居屋計劃 （十字井型）   | 1998年   | 32                    | 10       | 320                | 周氏建築師事務所有限公司 （周念申建築師） | （待補） | 三菱             |
| 第13座   | 私人機構參建居屋計劃 （十字井型）   | 1998年   | 32                    | 10       | 320                | 周氏建築師事務所有限公司 （周念申建築師） | （待補） | 三菱             |
| 第14座   | 私人機構參建居屋計劃 （十字井型）   | 1998年   | 30                    | 10       | 300                | 周氏建築師事務所有限公司 （周念申建築師） | （待補） | 三菱             |
| 第15座   | 私人機構參建居屋計劃 （十字井型）   | 1998年   | 30                    | 10       | 300                | 周氏建築師事務所有限公司 （周念申建築師） | （待補） | 三菱             |
| 第16座   | 私人機構參建居屋計劃 （十字井型）   | 1998年   | 30                    | 10       | 300                | 周氏建築師事務所有限公司 （周念申建築師） | （待補） | 三菱             |

以 * 標示樓宇為2019冠狀病毒病香港疫情中多名確診個案患者居住的大廈

### 商店
龍門居地面設多間連鎖商舖，包括便利店、雲貴軒以及大快活。地面巴士總站旁亦有多間小食店，提供串燒、狗仔粉、雪糕雞蛋仔、糖水等，成為屯門區內消夜好去處。

### 屋苑設施

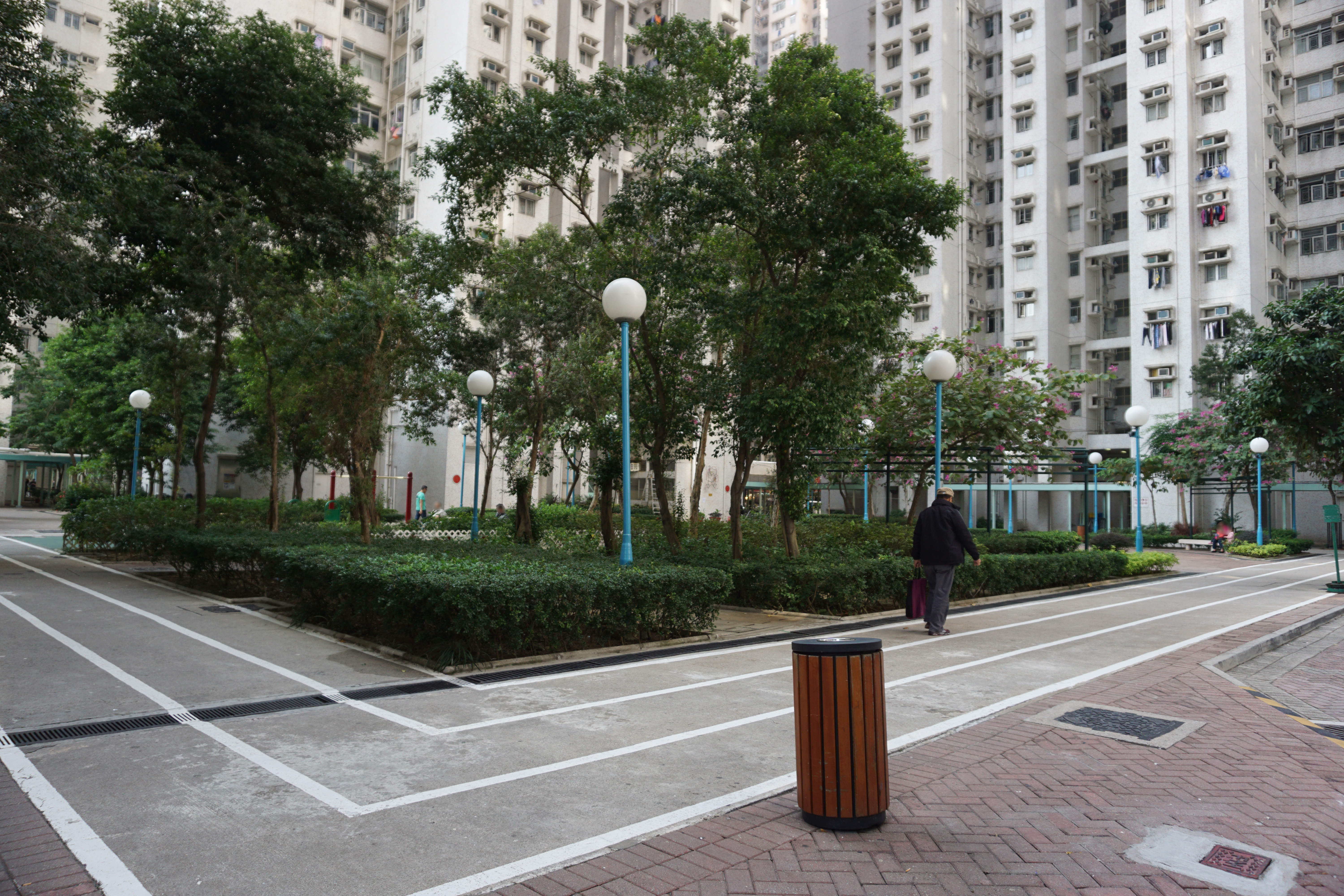
緩跑徑及公園

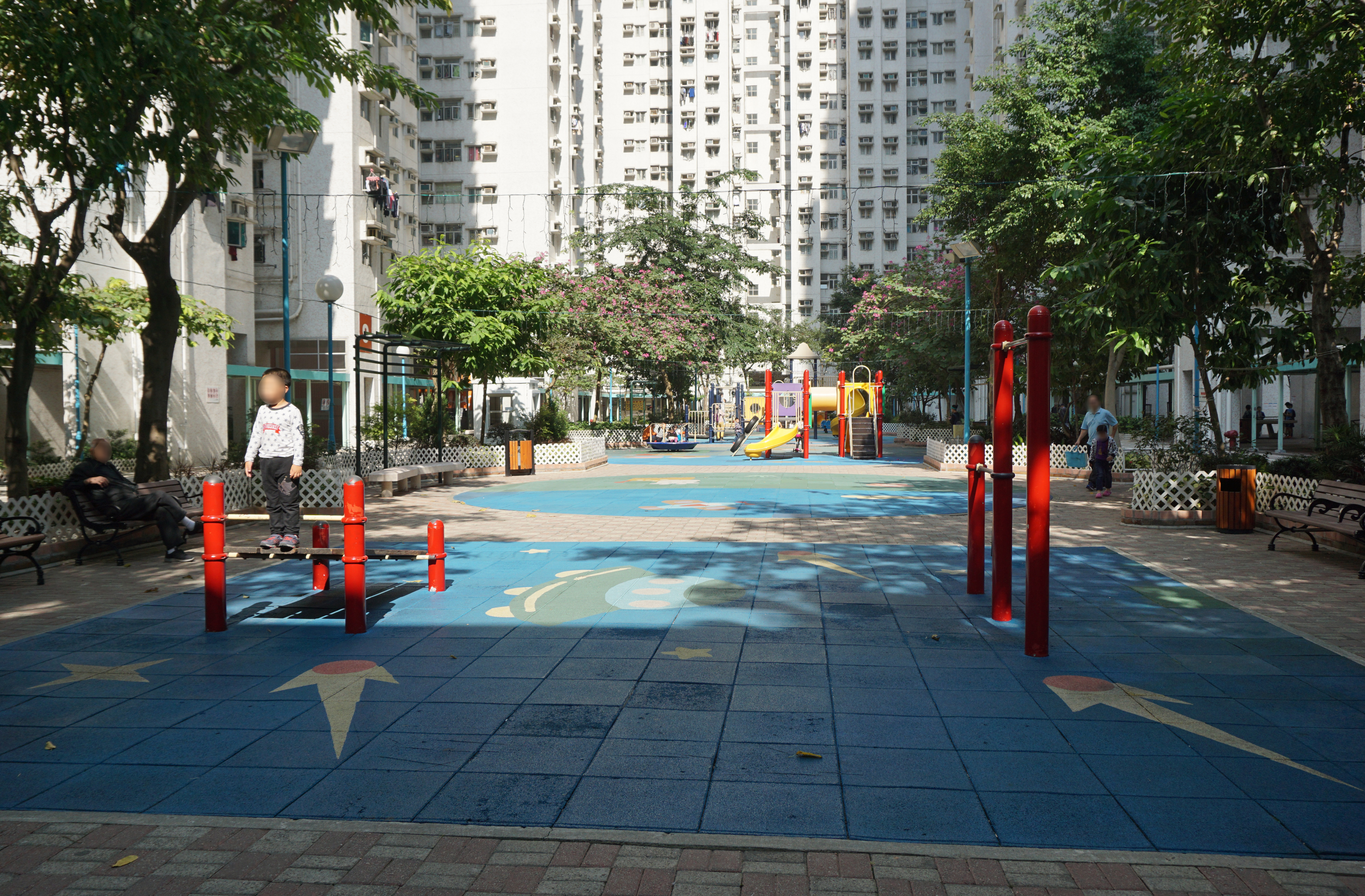
健體區及中央遊樂場

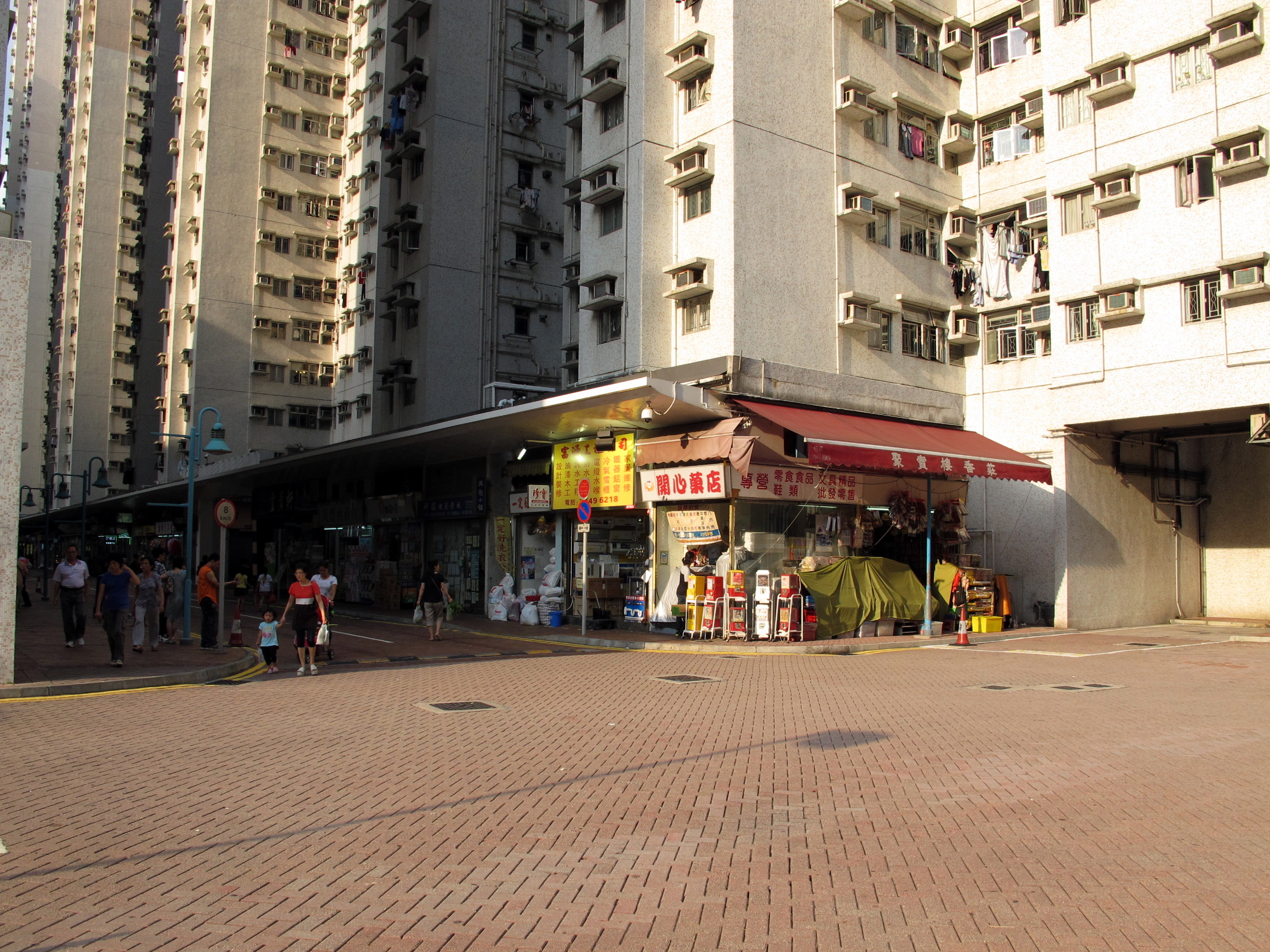
屋苑地下設多間商店

- 龍門居公共運輸交匯處
- 多層停車場
- 中央遊樂場
- 太極公園
- 壁球室
- 網球場
- 籃球場
- 排球場
- 小型社區圖書中心
- 街市

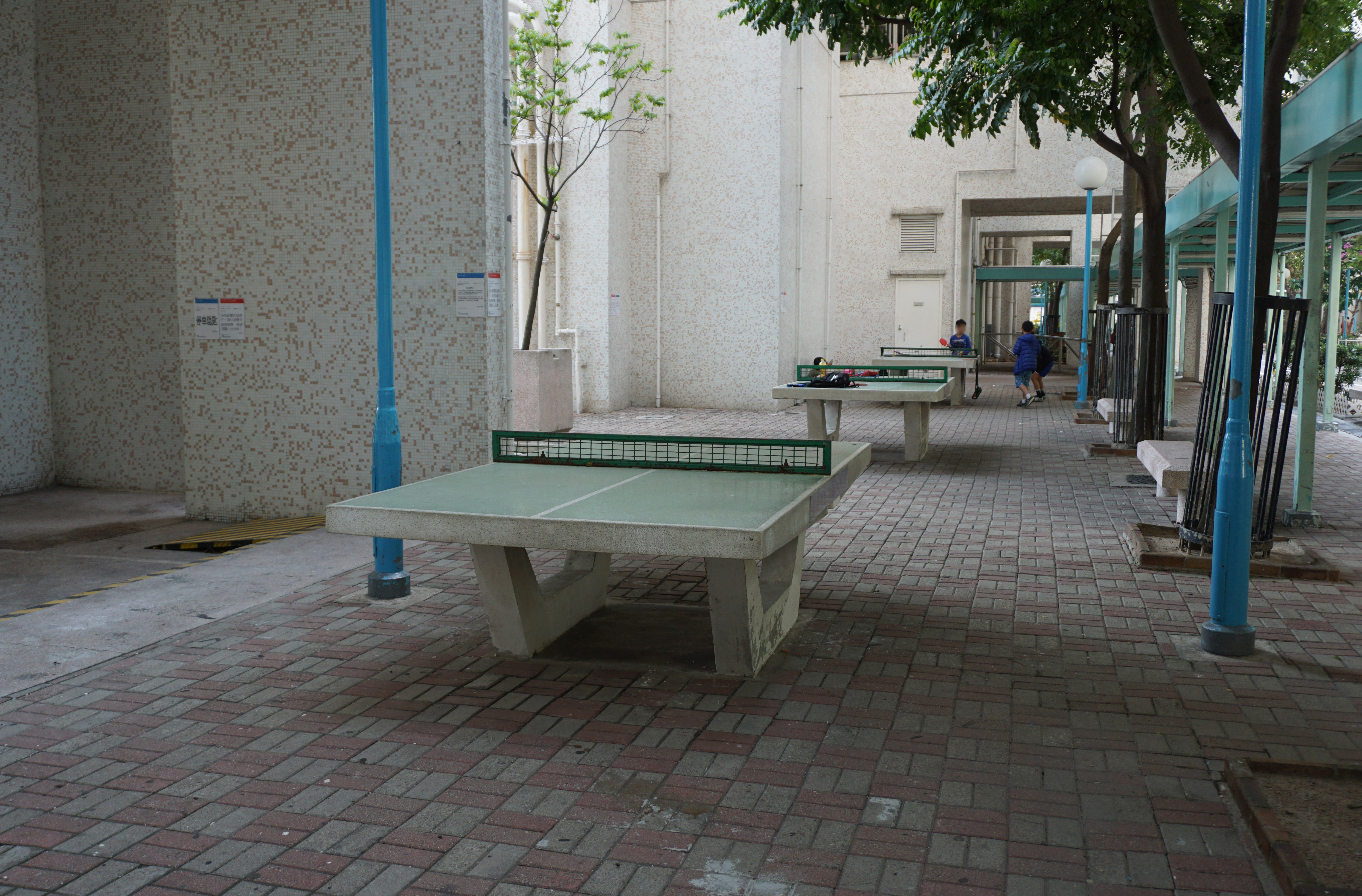
乒乓球區
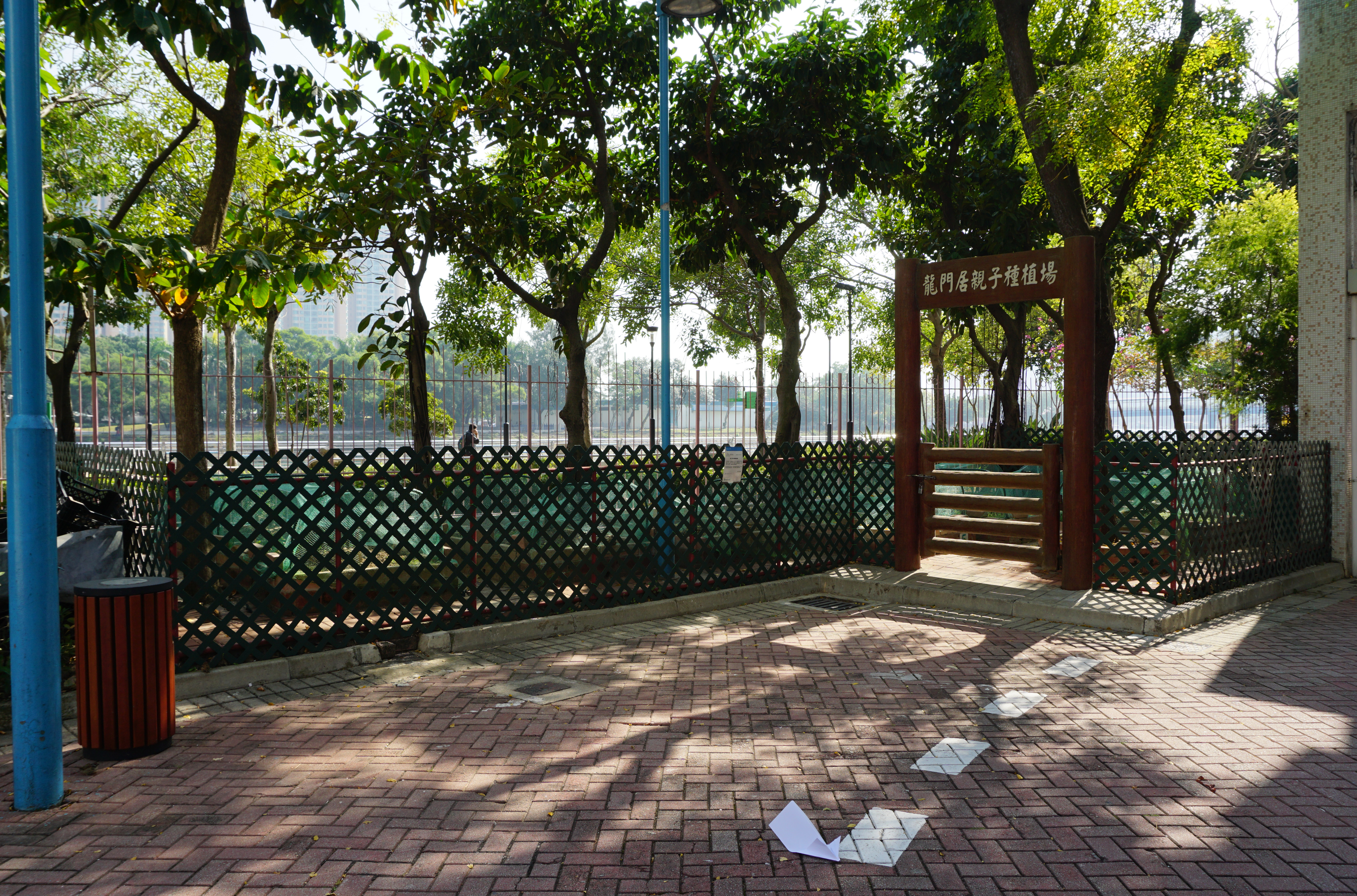
親子種植場
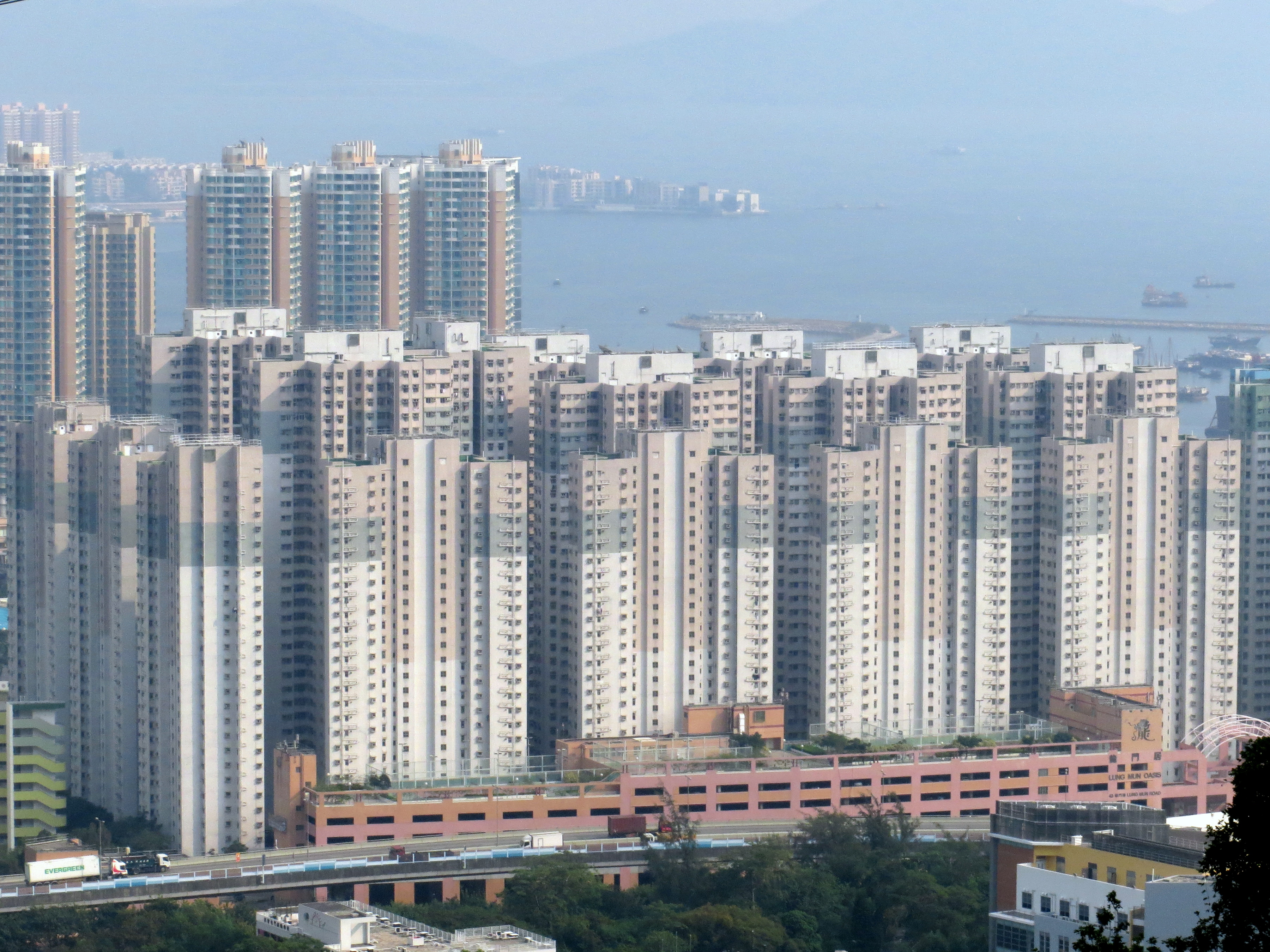
俯瞰龍門居西面全貌（2012年10月）
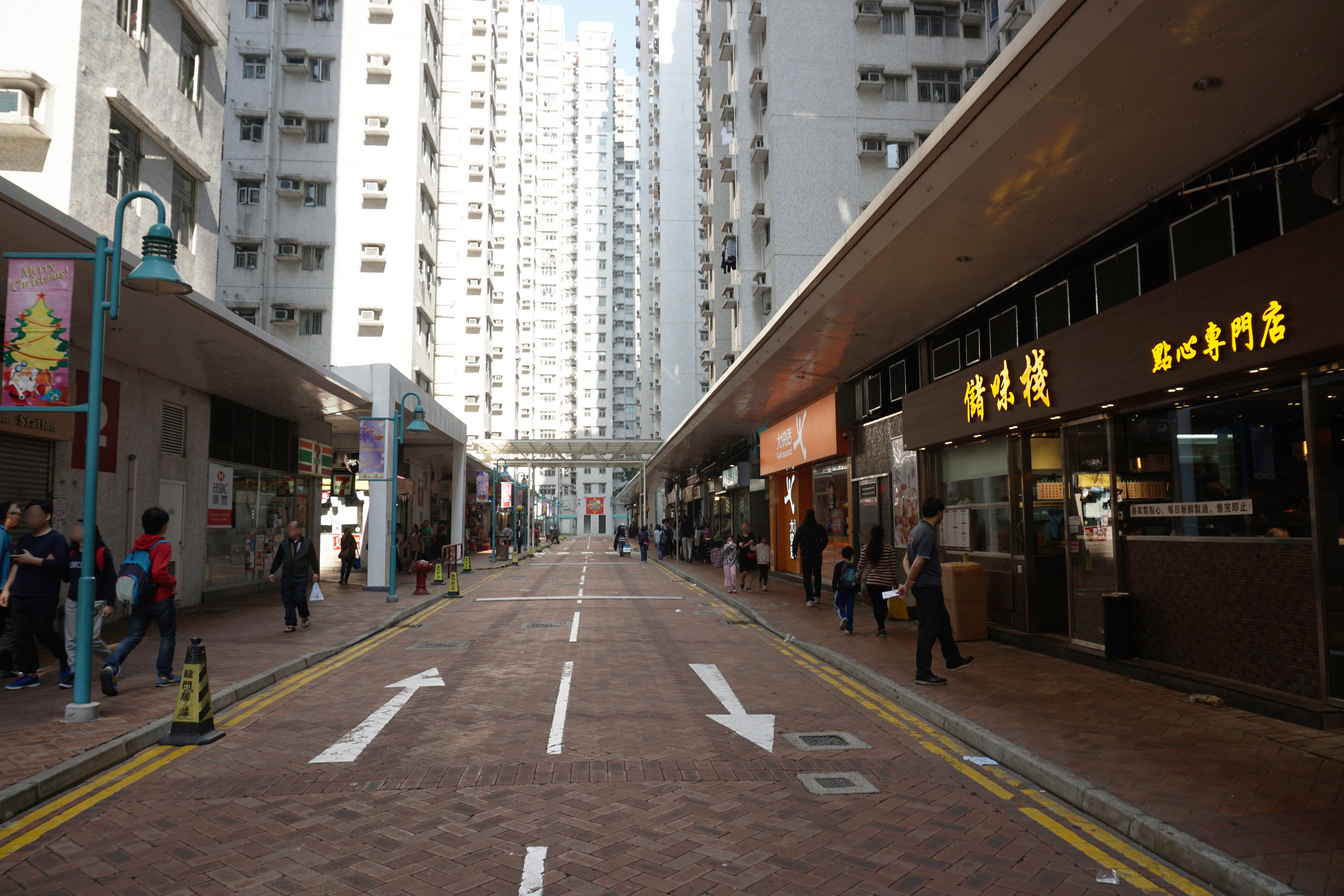
龍門居商店
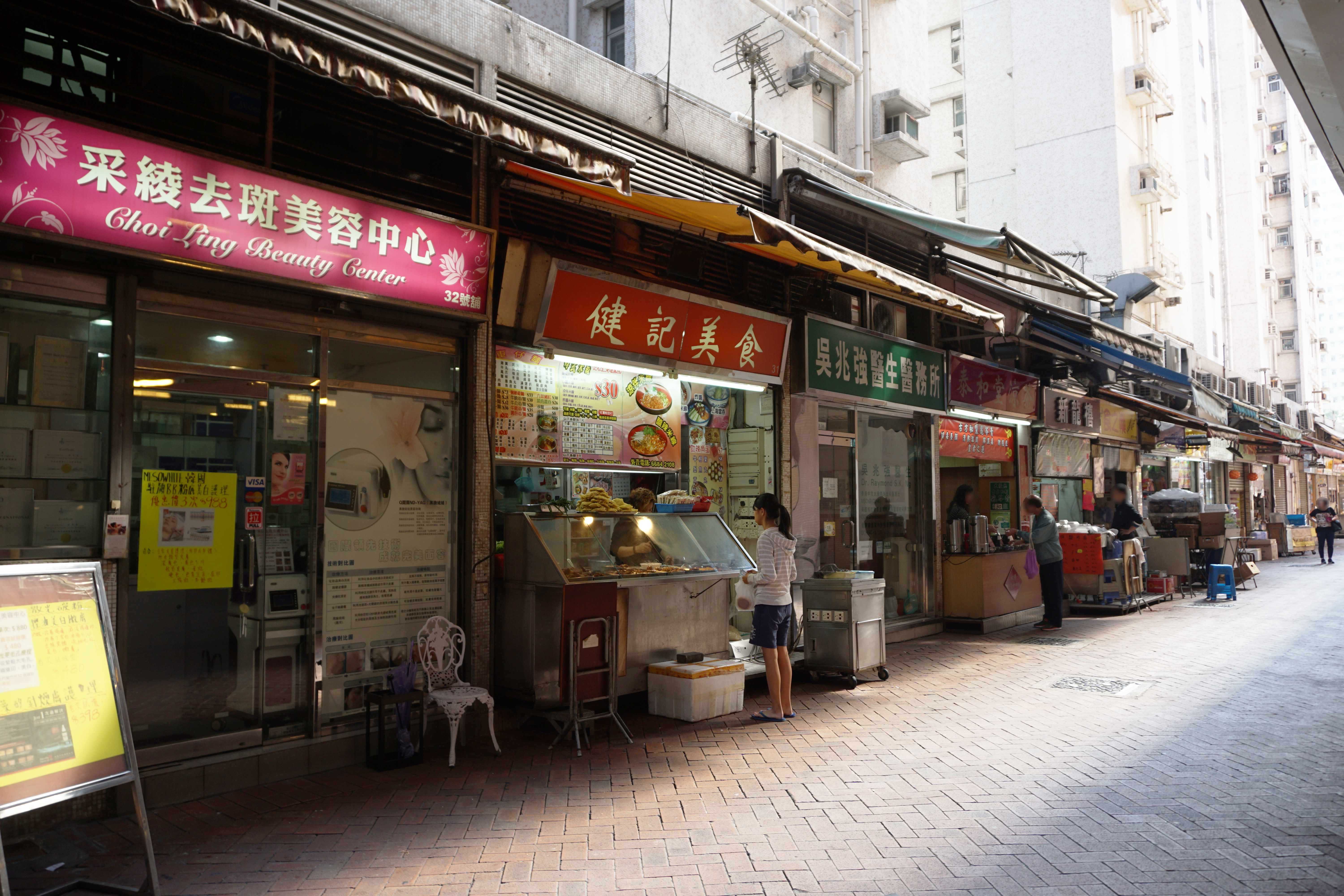
商店（2）
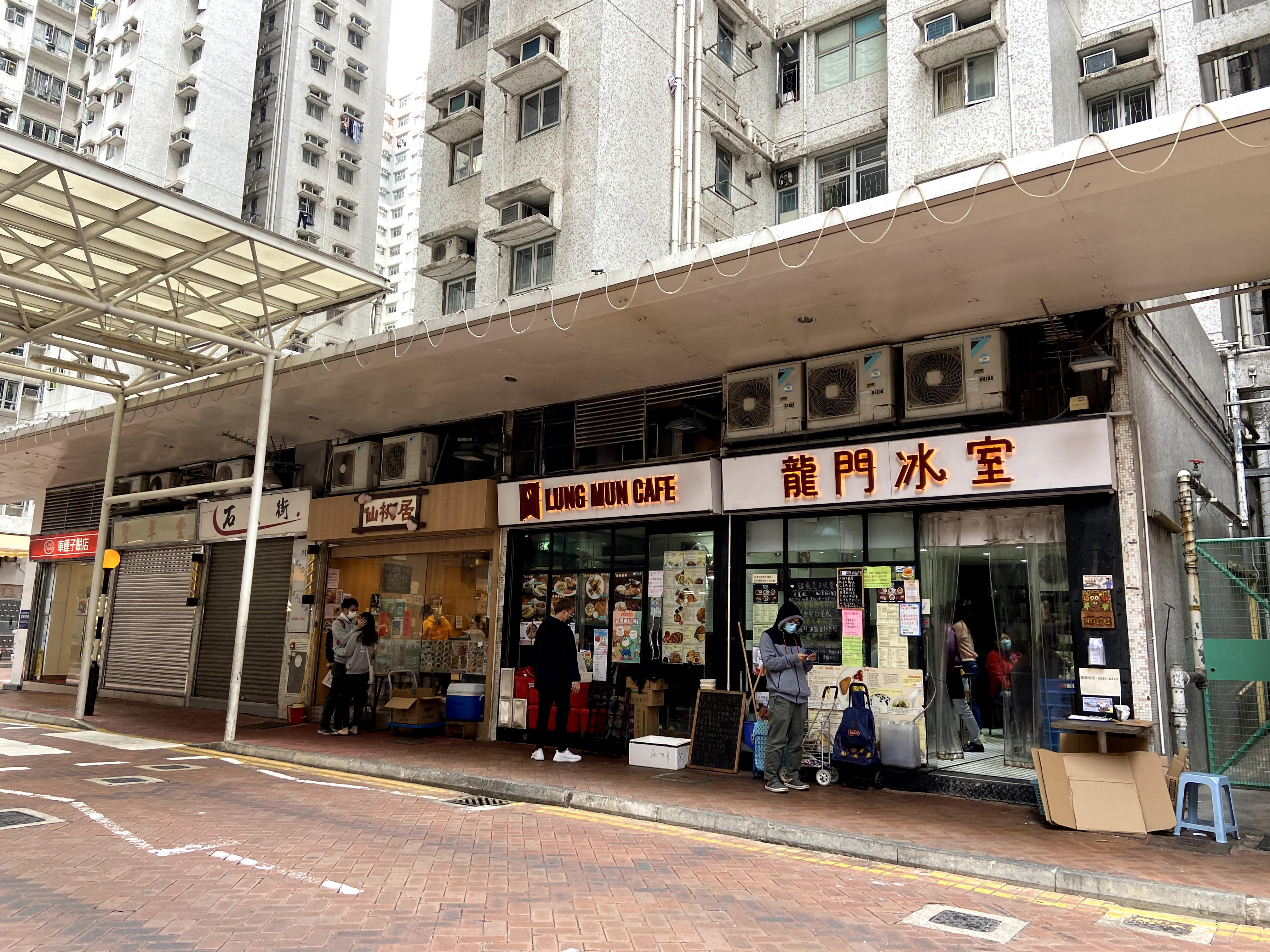
龍門冰室已於2020年12月17日結業
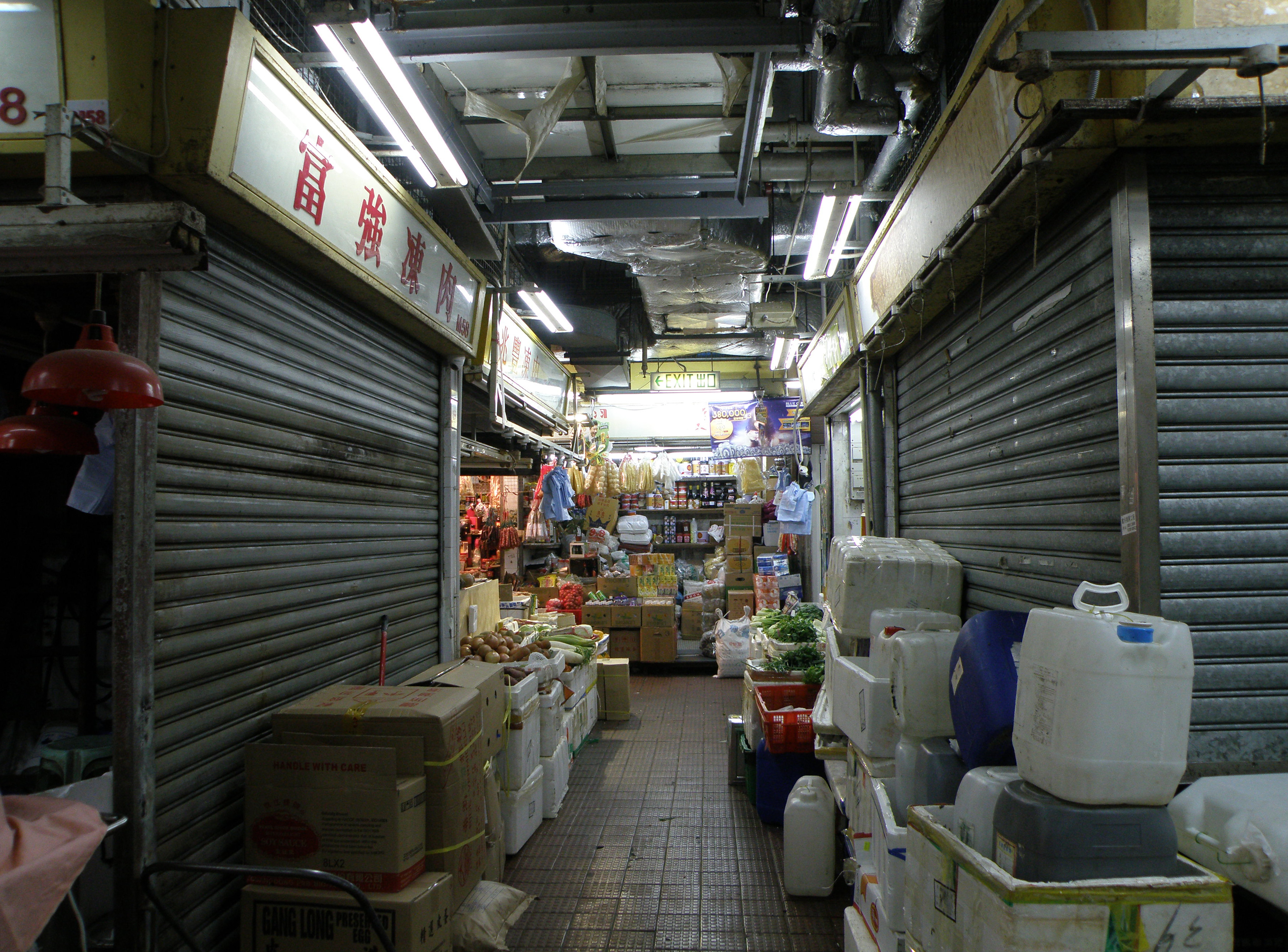
龍門居街市
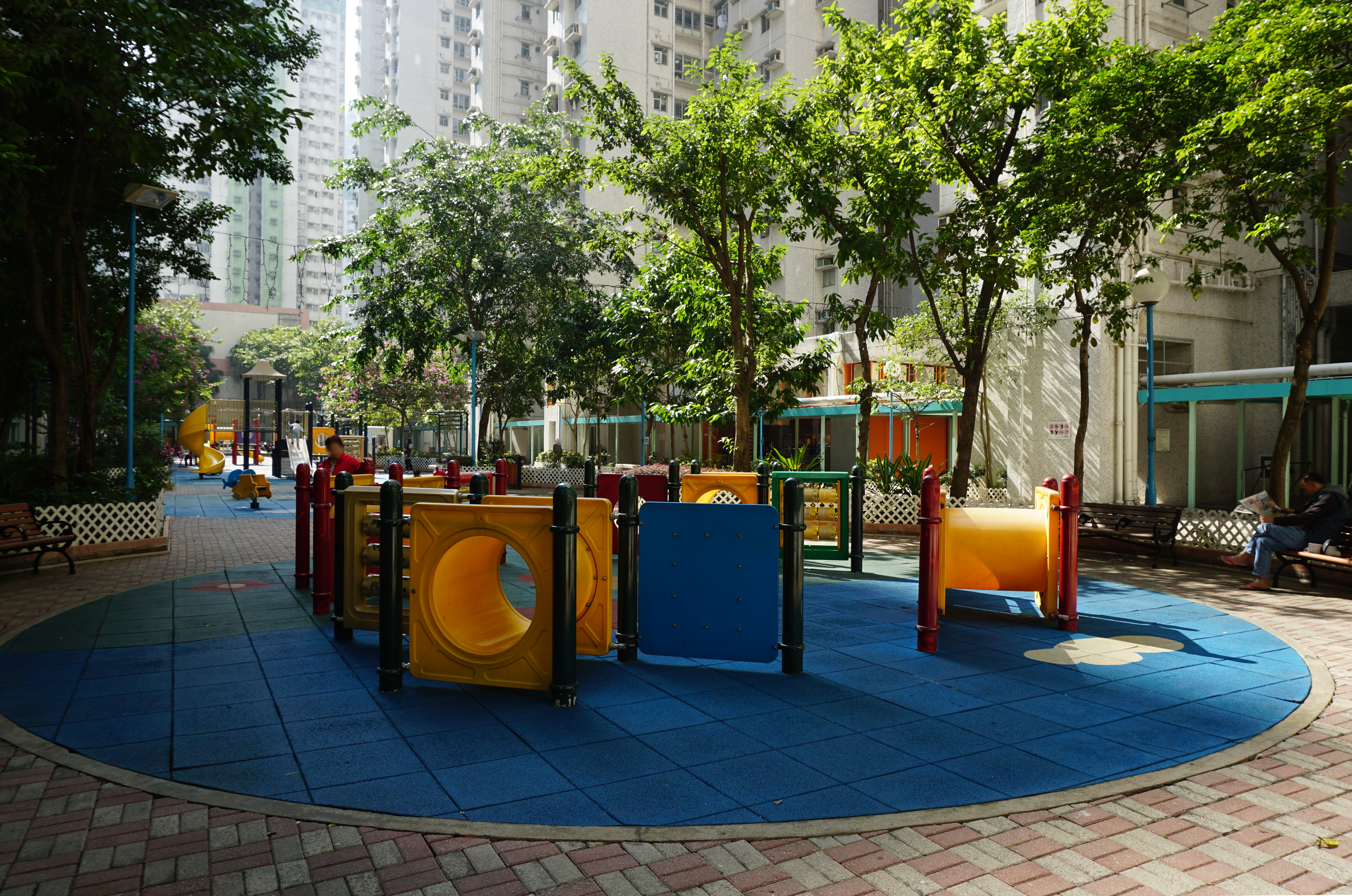
中央遊樂場

## 所屬選區
龍門居屬於屯門區議會的龍門選區，現在當區區議員席位正在懸空，在立法會地區直選中則屬於新界西（LC4）選區。

### 歷屆議員
| 選區名稱 | 屆別                   | 議員     | 政治聯繫       | 政治聯繫       | 議員           | 政治聯繫  | 政治聯繫      |
| -------- | ---------------------- | -------- | -------------- | -------------- | -------------- | --------- | ------------- |
| 屯門西南 | 1982年－1985年         | 曹紹偉   |                | 鄉事派         | 劉南安         |           | 無黨籍        |
| 屯門西南 | 1985年－1988年         | 吳惠祖   |                | 國民黨         | 嚴天生         |           | 無黨籍 → 民協 |
| 屯門西南 | 1988年－1991年         | 吳惠祖   | 梁健文         | 國民黨         |                | 新 新社聯 |               |
| 屯門西南 | 1991年－1994年         | 吳惠祖   | 定為單議席選區 | 定為單議席選區 | 定為單議席選區 |           |               |
| 兆山     | 1994年－1999年         | 戴賢招   | 定為單議席選區 | 定為單議席選區 | 定為單議席選區 |           | 民協          |
| 龍門     | 2000年－2003年         | 龍瑞卿   | 定為單議席選區 | 定為單議席選區 | 定為單議席選區 |           | 民建聯        |
| 龍門     | 2004年－2007年         | 龍瑞卿   | 定為單議席選區 | 定為單議席選區 | 定為單議席選區 |           | 民建聯        |
| 龍門     | 2008年－2011年         | 龍瑞卿   | 定為單議席選區 | 定為單議席選區 | 定為單議席選區 |           | 民建聯        |
| 龍門     | 2012年－2015年         | 龍瑞卿   | 定為單議席選區 | 定為單議席選區 | 定為單議席選區 |           | 民建聯        |
| 龍門     | 2016年－2019年         | 龍瑞卿   | 定為單議席選區 | 定為單議席選區 | 定為單議席選區 |           | 民建聯        |
| 龍門     | 2020年－2021年10月20日 | 曾錦榮   | 定為單議席選區 | 定為單議席選區 | 定為單議席選區 |           | 龍門關注組    |
| 龍門     | 2021年10月21日－2023年 | 議席懸空 | 議席懸空       | 議席懸空       | 定為單議席選區 |           |               |
| 屯門西   | 2024年－2027年         | 鍾健峰   |                | 民建聯         | 徐帆           |           | 工聯會        |

## 附近公共設施
- 屯門游泳池（步行5-10分鐘）
- 屯門康樂體育中心（步行5分鐘）
- 湖山河畔公園
- 湖山遊樂場（步行10-15分鐘）
- 賽馬會屯門蝴蝶灣體育館（步行10-15分鐘）

## 附近學校
- 珈琳中英文幼稚園（龍門居分校）（現已結業）（1998年創辦）（位於龍門居）
- 世佛會觀自在幼兒學校（1998年創辦）（位於龍門居停車場1樓）
- 中華基督教會何福堂小學（1971年創辦，原位於新發邨，2001年遷入現址）（位於龍門路41號）
- 裘錦秋中學（屯門）
- 仁濟醫院第二中學
- 匡智屯門晨崗學校

## 交通
該屋苑設有龍門居公共運輸交匯處，附近亦設有輕鐵龍門站。龍門站最初名為「紅樓站」，1989年2月九廣輕鐵「紅樓站」更名為「散石灣站」。2003年8月配合九廣西鐵（現屯馬線）即將通車，多個輕鐵車站相繼易名，「散石灣站」再度易名為「龍門站」。

## 知名住客
- 呂慧儀：香港女演員及主持，2006年度香港小姐競選季軍。現為無綫電視旗下經理人合約女藝員[8]。

## 事件
- 2004年12月21日：一名就讀香港教育學院三年級的22歲男生何健聰疑不堪與同齡女同學分手打擊，攜刀跟蹤對方至屯門龍門居商場超市外梯間用𠝹刀向女友施襲，糾纏期間刀掉下，何姓男子再取出第二把刀繼續施襲。女友面和頸中多刀，身體多處需縫上超過50針，導致鼻樑、左臉頰、頸、頭和背部均留下明顯疤痕。[9]
- 2006年2月7日：漁護署職員於2月3日經市民轉介，在龍門居附近河邊撿獲小白鷺屍體，證實帶有H5禽流感病毒。[10]
- 2006年8月13日：與出爐港姐季軍呂慧儀為鄰居的一名50歲男子，疑不堪經濟問題困擾，被參加宿營後返家的妻兒發現在屯門龍門居寓所燒炭自殺亡，警員在屋內未有撿獲遺書，調查後認為死因無可疑。事後，一名自稱死者的大舅向屯門區議會議員求助，要求政府援助死者的遺孀。[8]
- 2012年6月3日：九巴59M線巴士準備在輕鐵龍門站旁的巴士站停站上客時失控撞倒6名候車人士，其中一名女士傷重死亡。[11]

## 外部連結
- 龍門居屋苑網誌 （页面存档备份，存于）
- 龍門居屋苑資料 （页面存档备份，存于）
- 香港房屋委員會物業位置及資料 龍門居資料 （页面存档备份，存于）